# Leptadapis
Il leptadapi (gen. Leptadapis) è un primate estinto, appartenente agli adapidi. Visse tra l'Eocene medio e l'Oligocene inferiore (circa 40 - 32 milioni di anni fa) e i suoi resti fossili sono stati ritrovati in Europa.

## Descrizione
Questo animale doveva essere molto simile ad Adapis, un primate arcaico dell'Eocene affine alle attuali proscimmie (almeno come aspetto). Leptadapis era più grosso di Adapis e poteva raggiungere gli 8 chilogrammi di peso, anche se la maggior parte degli individui non dovevano superare i 4. Il cranio di Leptadapis era lungo circa 12 centimetri, e possedeva una sviluppatissima cresta sagittale, che serviva da punto d'inserzione per i possenti muscoli temporali. L'arcata zigomatica, similmente, era alta e robusta per contrastare le forze esercitate dalla muscolatura masticatoria. I denti, come quelli di Adapis, erano muniti di creste. I canini inferiori erano meno sviluppati di quelli di Adapis, mentre le orbite erano più grandi.
Lo scheletro postcranico robusto era paragonabile a quello dell'attuale vari (Varecia variegata), mentre quello di Adapis era più simile a quello dei lori (Dagosto, 1983). Gli omeri di Leptadapis mostrano una notevole rigidità meccanica, ad indicare arti anteriori molto potenti.

## Classificazione
Il genere Leptadapis è stato descritto per la prima volta da Gervais nel 1876, sulla base di fossili descritti un paio di anni prima da Filhol e attribuiti a una nuova specie di Adapis, A. magnus. Oltre alla specie tipo Leptadapis magnus sono note altre specie: L. leenhardti, L. filholi e L. priscus. Quest'ultima specie, più antica delle altre, è stata attribuita a un sottogenere a sé stante, Paradapis (Godinot, 1998). Molti fossili di Leptadapis sono stati ritrovati in Francia, ma anche in Spagna, Inghilterra e Svizzera.

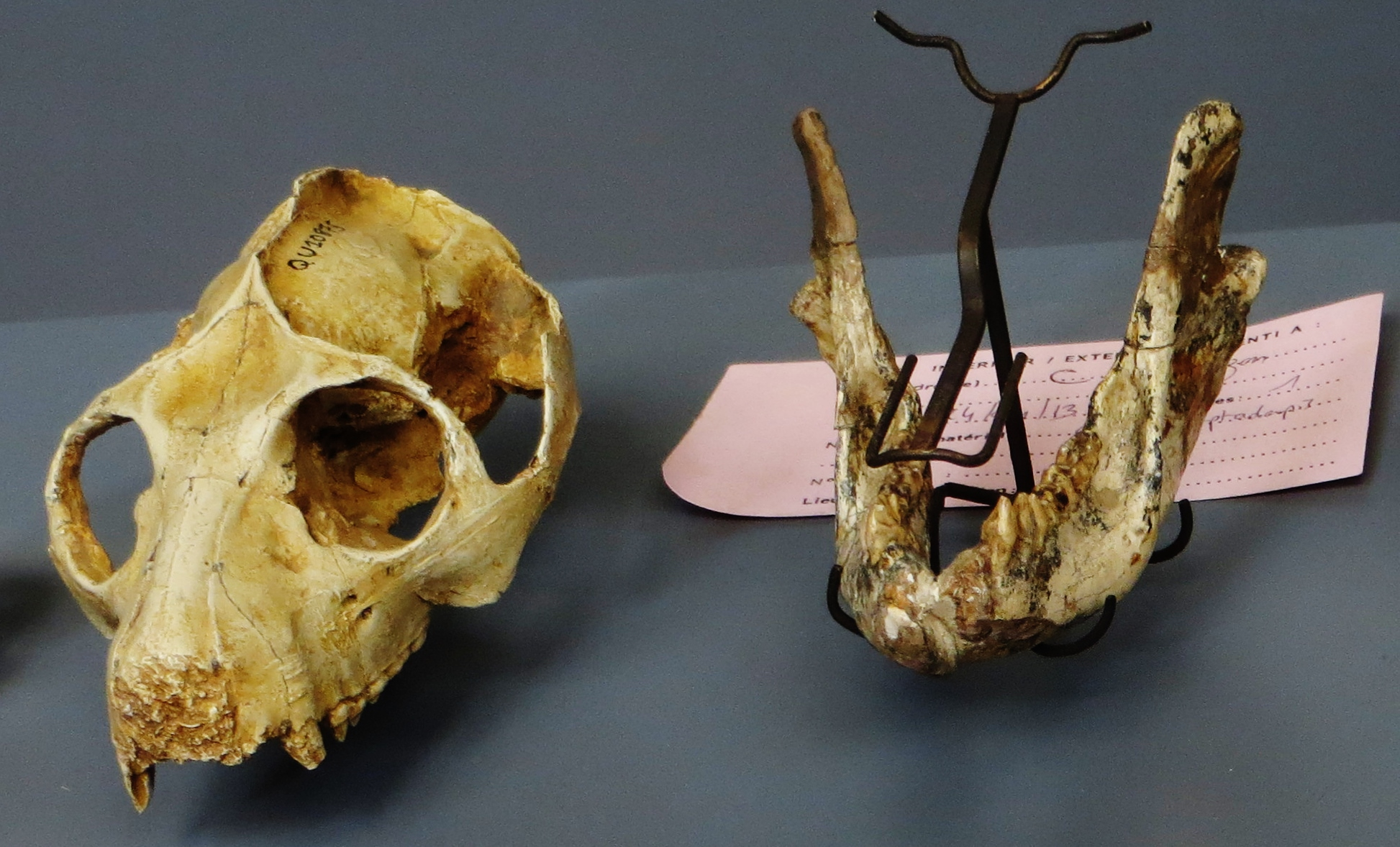
Cranio di Leptadapis sp. e mandibola di Leptadapis magnus

Leptadapis è parte di una radiazione evolutiva di antichi primati, gli adapidi, che per molti aspetti richiamano le proscimmie attuali. In particolare, Leptadapis è ascritto al gruppo degli adapini, una sottofamiglia tipicamente europea che, in confronto alle forme nordamericane (come Notharctus e Smilodectes) possedeva un corpo più robusto.

## Paleobiologia
Il cranio e la dentatura di Leptadapis indicano che questo animale era ben adattato a una dieta a base di foglie. Le notevoli differenze tra alcuni crani di Leptadapis hanno fatto ipotizzare a un accentuato dimorfismo sessuale (caso quasi unico tra le proscimmie), con maschi dai crani più grandi e canini più lunghi, ma è anche possibile che queste differenze siano dovute all'appartenenza a diverse specie di Leptadapis.